# Horace Owens
Horace Owens, (nacido el 9 de octubre de 1961 en Filadelfia, Pensilvania) es un exjugador de baloncesto estadounidense. Con 1.90 metros de estatura, jugaba en la posición de escolta. No llegó a profesional una vez terminada sus 4 años de universidad. Desde el año 2003 es entrenador principal de la Universidad de La Salle.

## Trayectoria
- Universidad de Rhode Island   (1979-1983)
- Philadelphia Phoenix (1997-2003)
- Universidad de La Salle (2003-)